# Древний Ближний Восток

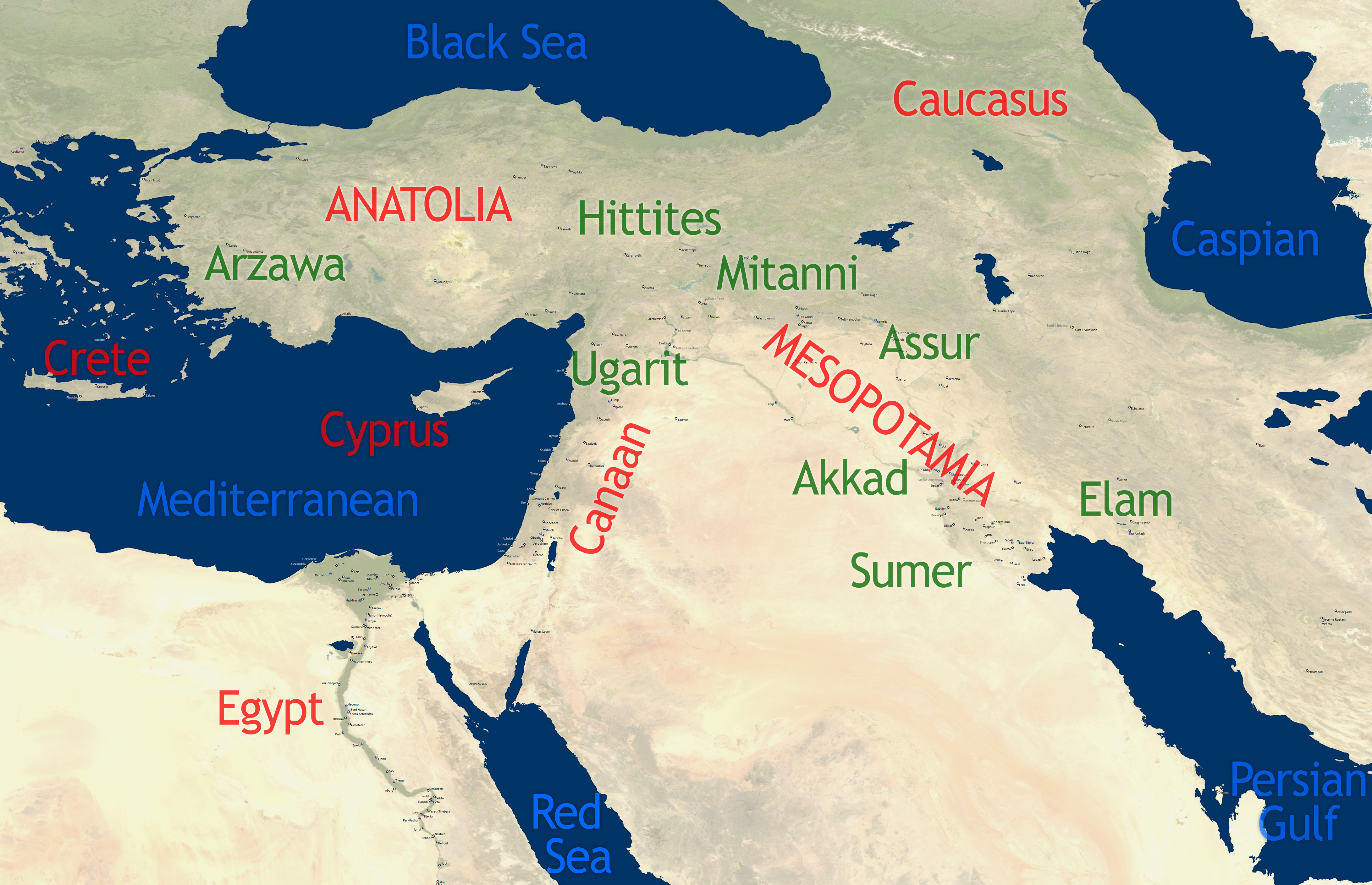
Обзорная карта Древнего Ближнего Востока

Дре́вний Бли́жний Восто́к — историографический термин для обозначения совокупности народов, областей и государств, существовавших на территории Ближнего Востока в период истории предшествующий эллинизму. Тот же период в более широко очерченном регионе рассматривается как Древний Восток.
Большая часть древнейших цивилизаций мира располагалась на территории Ближнего Востока, включавшей Месопотамию (современные Ирак, юго-восточная Турция, северо-восточная Сирия), Древний Египет (хотя большая часть Египта находилась на крайнем северо-востоке Африки), Древний Иран (Элам, Мидия, Парфия и Древняя Персия), Древнюю Аравию, Анатолию (современная Турция), Левант (современные Сирия, Ливан, Израиль, Палестина и Иордания), а также Армянское нагорье (Хайаса, Наири, Этиуни, Ванское царство, Великая Армения и т. д.), Кипр и Мальту.
Древний Ближний Восток считается колыбелью цивилизации. Именно здесь стали впервые практиковать круглогодичное интенсивное земледелие, здесь впервые в мире возникли письменность, гончарный круг, а затем колесо и мельничный жёрнов, создано первое государство, законодательство, а затем и первая империя. Здесь впервые оформились социальное расслоение, рабовладение и организованное военное дело, здесь заложены основания таких дисциплин, как астрономия и математика.
Изучением Древнего Ближнего Востока занимаются такие дисциплины, как ближневосточная археология и история Древнего мира. Начальной точкой её отсчёта считается возникновение государства Шумер в 4 тыс. до н. э., в его состав включаются бронзовый и железный века, а в качестве конечной даты рассматривается либо Ахеменидское завоевание в 6 в. до н. э., либо завоевание Александра Македонского в 4 в. до н. э.

## Периодизация
В настоящее время историю Древнего Ближнего Востока принято делить на следующие крупные фрагменты (о периодизации предшествующего периода см. доисторический Ближний Восток):
| Медный век                               | Энеолит (4500 — 3300 гг. до н. э.)              | Ранний энеолит             | 4500-4500 гг. до н. э.   | Убейд                                                            |
| Медный век                               | Энеолит (4500 — 3300 гг. до н. э.)              | Поздний энеолит            | 4000-3300 гг. до н. э.   | Гасуль, Урук, Герзе, Додинастический Египет                      |
| Бронзовый век (3300 — 1200 гг. до н. э.) | Ранний бронзовый век (3300 — 2000 гг. до н. э.) | Ранний бронзовый век I     | 3300-3000 гг. до н. э.   | Протодинастический период — Ранний династический период (Египет) |
| Бронзовый век (3300 — 1200 гг. до н. э.) | Ранний бронзовый век (3300 — 2000 гг. до н. э.) | Ранний бронзовый век II    | 3000-2700 гг. до н. э.   | Ранний династический период (Шумер), Аратта                      |
| Бронзовый век (3300 — 1200 гг. до н. э.) | Ранний бронзовый век (3300 — 2000 гг. до н. э.) | Ранний бронзовый век III   | 2700-2200 гг. до н. э.   | Древнее царство (Египет), Аккадская империя, Арманум             |
| Бронзовый век (3300 — 1200 гг. до н. э.) | Ранний бронзовый век (3300 — 2000 гг. до н. э.) | Ранний бронзовый век IV    | 2200-2100 гг. до н. э.   | Первый переходный период (Древний Египет)                        |
| Бронзовый век (3300 — 1200 гг. до н. э.) | Средний бронзовый век (2100—1550 гг. до н. э.)  | Средний бронзовый век I    | 2100-2000 гг. до н. э.   | Среднее царство (Египет)                                         |
| Бронзовый век (3300 — 1200 гг. до н. э.) | Средний бронзовый век (2100—1550 гг. до н. э.)  | Средний бронзовый век II A | 2000-1750 гг. до н. э.   | Минойская цивилизация                                            |
| Бронзовый век (3300 — 1200 гг. до н. э.) | Средний бронзовый век (2100—1550 гг. до н. э.)  | Средний бронзовый век II B | 1750-1650 гг. до н. э.   | Второй переходный период (Древний Египет)                        |
| Бронзовый век (3300 — 1200 гг. до н. э.) | Средний бронзовый век (2100—1550 гг. до н. э.)  | Средний бронзовый век II C | 1650-1550 гг. до н. э.   | Старое Хеттское царство, Минойское извержение                    |
| Бронзовый век (3300 — 1200 гг. до н. э.) | Поздний бронзовый век (1550—1200 гг. до н. э.)  | Поздний бронзовый век I    | 1550-1400 гг. до н. э.   | Среднее Хеттское царство, Хайаса                                 |
| Бронзовый век (3300 — 1200 гг. до н. э.) | Поздний бронзовый век (1550—1200 гг. до н. э.)  | Поздний бронзовый век A    | 1400-1300 гг. до н. э.   | Новое Хеттское царство, Митанни, Хайаса, Угарит                  |
| Бронзовый век (3300 — 1200 гг. до н. э.) | Поздний бронзовый век (1550—1200 гг. до н. э.)  | Поздний бронзовый век II B | 1300-1200 гг. до н. э.   | (Бронзовый коллапс, народы моря)                                 |
| Железный век (1200—539 гг. до н. э.)     | Железный век I (1200—1000 гг. до н. э.)         | Железный век I A           | 1200 — 1150 гг. до н. э. | Троя VII, Извержение Гекла-3                                     |
| Железный век (1200—539 гг. до н. э.)     | Железный век I (1200—1000 гг. до н. э.)         | Железный век I B           | 1150 — 1000 гг. до н. э. | Новохеттские царства                                             |
| Железный век (1200—539 гг. до н. э.)     | Железный век II (1000—539 гг. до н. э.)         | Железный век II A          | 1000 — 900 гг. до н. э.  | Новоассирийская империя                                          |
| Железный век (1200—539 гг. до н. э.)     | Железный век II (1000—539 гг. до н. э.)         | Железный век II B          | 900 — 700 гг. до н. э.   | Царство Израиль, Урарту/Армения, Фригия                          |
| Железный век (1200—539 гг. до н. э.)     | Железный век II (1000—539 гг. до н. э.)         | Железный век II C          | 700 — 539 гг. до н. э.   | Нововавилонская империя                                          |

## История

### Доисторическая эпоха
- Палеолит
- Эпипалеолит/мезолит
  - Кебарская культура
  - Натуфийская культура
- Докерамический неолит A
- Докерамический неолит B
- Докерамический неолит C
- Керамический неолит

### Медный век

#### Древняя Месопотамия
Эпоха Урук (около 4000 — 3100 гг. до н. э.) охватывала время от протоисторического энеолита до раннего бронзового века. Он наступил вслед за убейдским периодом.
Названный в честь шумерского города Урук, этот период связан с возникновением в Месопотамии городской жизни. За ним последовала шумерская цивилизация. На поздней стадии урукского периода (34-32 вв. до н. э.) постепенно возникает древнейшая письменность — клинопись, что знаменует наступление раннего бронзового века.

### Бронзовый Век

#### Ранний бронзовый век

##### Шумер и Аккад
Шумер, расположенный на юге Месопотамии, является древнейшей в мире цивилизацией, которая существовала с возникновения первого поселения в Эриду во время убайдского периода (конец 6 тыс. до н. э.), продолжала существовать во время урукского (4-е тыс. до н. э.) и династического периода (3-е тыс. до н. э.) и пришла в упадок во времена расцвета Ассирии и Вавилона в конце 3 — начале 2 тыс. до н. э. Аккадская империя, которую основал Саргон Великий, существовала с 24-го по 21-й века до н. э., и считается первой в мире империей. Аккадские территории со временем распались на ассирийское и вавилонское царства.

##### Элам
Древний Элам располагался к востоку от Шумера и Аккада, на крайнем западе и юго-западе современного Ирана, от низин Хузестана и остана Илам. В древнеэламский период (около 3200 г. до н. э.) он состоял из ряда царств на Иранском плато с центром в Аншане
Протоэламская цивилизация существовала в период 3200 — 2700 гг. до н. э., когда Сузы, позднее — столица Элама, стала приобретать влияние над культурами Иранского плато. Эта цивилизация считается древнейшей в Иране, существовавшей одновременно с соседней шумерской. Протоэламское письмо, пока не дешифрованное, использовалось краткое время, пока не было заменено новой письменностью — эламской клинописью.
Начиная с середины 2 тыс. до н. э. центром Элама стали Сузы в низине Хузестан.
Элам был поглощён Ассирийской империей в 8-7 вв. до н. э., однако эламская цивилизация сохранялась до 539 г. до н. э., когда её окончательно ассимилировали персы.

##### Амореи
Амореи были кочевым семитским народом, занимавшим территорию к западу от Евфрата начиная со 2-й половины 3 тыс. до н. э. В наиболее ранних шумерских источниках, начиная с 2400 г. до н. э., страна амореев («Mar.tu») связывается с землями к западу от Шумера, включая Сирию и Ханаан, хотя прародиной амореев была, скорее всего, Аравия. В конце концов амореи заселили Месопотамию, где они правили в таких государствах, как Исин, Ларса, а позднее — Вавилон.

#### Средний бронзовый век
- Ассирия, испытав краткий период владычества Митанни, стала великой державой после прихода к власти Ашшур-убаллита I в 1365 г. до н. э. и сохраняла этот статус до смерти Тиглатпаласара I в 1076 г. до н. э. В это время Ассирия соперничала с Древним Египтом и доминировала на большей части Ближнего Востока.
- Вавилон, изначально основанный как аморейское царство, оказался под властью касситов на 435 лет. В период касситского владычества наблюдался застой, когда Вавилон нередко попадал под влияние Ассирии или Элама.
- Ханаан: Угарит, Кадеш, Мегиддо, Израильское царство
- Хеттское царство было основано вскоре после 2000 г. до н. э. и стало великой державой, доминировавшей в Анатолии и в Леванте до 1200 г. до н. э., когда сначала его привели в упадок набеги фригийцев, а затем окончательно завоевала Ассирия.

#### Поздний бронзовый век
Хурриты появились на севере Месопотамии и на территориях непосредственно к востоку и западу от неё начиная примерно с 2500 г. до н. э. Их появление связывается с миграцией носителей куро-аракской культуры из Армянского нагорья. Ядром их первоначального расселения был Субарту в долине реки Хабур. Позднее хурриты утвердили свою власть как правители нескольких небольших царств на севере Месопотамии и Сирии, из которых крупнейшим и сильнейшим было царство Митанни. Хурриты сыграли важную роль в истории хеттов, соседствовавших с ними с запада.
Митанни было хурритским царством в северной Месопотамии, которое возникло около 1500 г. до н. э., а в период наивысшего могущества в XIV в. включало территории юго-востока Анатолии, совер современных Сирии и Ирака (территория, примерно соответствующая современному этническому Курдистану) со столицей Вашуканни, местоположение которой ещё не установлено археологами. Во главе Митанни стояла элита индоарийского происхождения (индоарийцы вторглись в Левант около 17 в. до н. э.), из языка которых в документах Митанни засвидетельствована богатая лексика (в частности, связанная с лошадьми). С их движением связывается распространение в Сирии керамики, которую ассоциируют с куро-араксской культурой, хотя в этом случае возникают противоречия по поводу датировки.
На крайнем востоке Анатолии существовало царство Ишува, название которого впервые засвидетельствовано во 2 тыс. до н. э. В классический период его территория вошла в состав Армении. Ранее, в эпоху неолита, Ишува была одним из первых центров возникновения сельского хозяйства. Около 3500 г. в долинах верховьев Евфрата возникают городские центры. За ними в 3 тыс. до н. э. возникают первые государства. В самой Ишуве обнаружены лишь немногочисленные письменные источники; большая часть сведений о ней известна по хеттским текстам.
К западу от Ишувы находилось Хеттское царство, представлявшее угрозу для неё. Хеттский царь Хаттусили I (около 1600 г. до н. э.) провёл свои войска через Евфрат, разрушив города на своём пути, что хорошо согласуется с развалинами со следами пожаров в археологических слоях соответствующей эпохи в Ишуве. После коллапса Хеттского царства в начале 12 в. до н. э. в Ишуве возникло новое государство. Город Малатья стал центром одного из сиро-хеттских царств. Возможно, ещё до окончательного завоевания ассирийцами Ишува была ослаблена миграциями кочующих народов. Упадок, наблюдавшийся на её территории с 7 в. до н. э. и до римского завоевания был, вероятно, вызван этими миграциями. Лувийцы и хурриты, проживавшие на территории неохеттских государств, согласно востоковеду И.М. Дьяконову, участвовали в этногенезе армянского народа.
Киццувадна, ещё одно древнее царство бронзового века, существовала во 2 тыс. до н. э. в высокогорьях на юго-востоке Анатолии близ Искендерунского залива, окружая Таврские горы и реку Джейхан. Центром этого царства был город Кумманни, расположенный высоко в горах. Позднее эта же территория известна как Киликия.
Лувийский язык — вымерший язык анатолийской группы индоевропейской семьи. Носители лувийского языка постепенно распространились по Анатолии и сыграли решающую роль в период существования и после упадка Хеттской империи в 1180 г., на территории которой их язык был широко распространён. Также лувийский язык был широко распространён в сиро-хеттских царствах на территории Сирии, таких, как Мелид и Кархемиш, а также в царстве Табал на территории центральной Анатолии, которое процветало около 900 г. до н. э. Лувийский язык сохранился в двух формах: клинописный лувийский и иероглифический лувийский, для которых отличалось не только письмо, но и ряд диалектных особенностей.
Мари был древним шумерским и аморейским городом, расположенным в 11 км к северо-западу от современного города Абу-Камаль на западном берегу реки Евфрат, примерно в 120 км к юго-востоку от Дейр-эз-Зора, Сирия. Считается, что он был населён с 5 тыс. до н. э., хотя период его расцвета относится ко времени между 2900 и 1759 г. до н. э., когда его разграбил Хаммурапи.
Ямхад был древним аморейским царством, в котором также поселилось большое количество хурритов, оказавших влияние на его культуру. Царство было могущественным в среднем бронзовом веке, около 1800—1600 г. до н. э. Его главным соперником была Катна далее к югу. В конце концов Ямхад разрушили хетты в 16 в. до н. э.
Арамеи были западносемитским полукочевым пастушеским народом, обитавшим в верхней Месопотамии и Сирии. Арамеи никогда не создавали единого царства; они были разбиты на ряд независимых государств по всему Ближнему Востоку. Несмотря на это, именно арамеям удалось распространить свой язык и культуру по всему Ближнему Востоку и даже за его пределами, что отчасти было связано с массовыми перемещениями населения в сменявших друг друга империях, в том числе Ассирии и Вавилоне. Арамеи, привыкшие к кочевому образу жизни, переносили эти переселения относительно безболезненно, тогда как многие другие культуры утрачивали свою идентичность в их ходе. В конце концов уже в железном веке арамейский язык стал официальным языком Персидской империи.

#### Бронзовый коллапс
Термин «народы моря» относится к конфедерации мореплавателей, которые в конце 2 тыс. разбойничали в восточном Средиземноморье. Их приход был связан со значительными волнениями. От их набегов страдало восточное побережье Египта в конце 19 династии, а в 8-й год правления Рамзеса III из 20-й династии они попытались захватить весь Египет. Египетский фараон Мернептах явно называет их «вторженцами (чужими народами) с моря» в своей Большой Карнакской надписи.
Термин бронзовый коллапс был введён историками для обозначения резкого и драматичного перехода от позднего бронзового века к раннему железному веку. Это был период, связанный с ростом насилия, резким разрывом культурных традиций, крушением дворцовых экономик в Эгеида и Анатолии, где после нескольких столетий тёмных веков возникли новые государства, не имевшие преемственности с прежними.
Бронзовый коллапс можно рассматривать в контексте технологической истории — медленного распространения технологии обработки железа в регионе, начиная с ранних железных изделий в Румынии 13-12 в. до н. э.. В период 1206—1150 г. друг за другом погибли такие великие культуры, как микенские царства, Хеттское царство в Анатолии и Сирии, египтяне были вытеснены из Сирии и Палестины, оборвались дальние торговые контакты и исчез ряд письменностей.
На первом этапе указанного периода почти все города между Троей и Газой (а также некоторые за пределами этого региона) были разрушены и нередко остались после этого необитаемыми (к примеру, такие, как Хаттуса, Микены, Угарит).
В 10 в. до н. э. завершились тёмные века; в это время растёт влияние сиро-хеттских (арамейских) царств в Сирии и Анатолии, а также Новоассирийской империи.

### Железный век
Во время раннего железного века, начиная с 911 г. до н. э., возникла Новоассирийская империя, соперничавшая с Вавилоном и другими меньшими царствами за доминирование в регионе. Однако лишь в результате реформ Тиглатпалассара III в 8 в. до н. э. она стала крупной и грозной империей. В среднеассирийский период позднего бронзового века Ассирия была царством в северной Месопотамии (территория современного северного Ирака), которое конкурировало за влияние со своим южным соседом, Вавилонским царством. Начиная с 1365—1076 гг. это была мощная империя, конкурировавшая с Древним Египтом и Хеттским царством. Благодаря кампании Адад-нирари II Ассирия стала огромной империей, которая смогла свергнуть 25-ю династию Древнего Египта и завоевать Египет, Ближний Восток и крупные участки в Малой Азии, а также территории Ирана, Закавказья и восточного Средиземноморья. Новоассирийская империя была наследницей Среднеассирийской империи (14-10 вв. до н. э.). Ряд учёных, в том числе Р. Н. Фрай, рассматривают Новоассирийскую империю как первую империю в истории в полном смысле этого слова. В этот период арамейский язык стал вторым официальным языком империи, наряду с аккадским, который позднее вытеснил.
В то же время, на обломках Хеттской империи на севере Сирии и юге Анатолии в период 1180-около 700 гг. до н. э. существовали Новохеттские царства, жители которых говорили на лувийском, арамейском и финикийском. Термин «новохеттские» иногда в узком смысле употребляется в отношении говорящих на лувийском языке княжеств, таких, как Мелид (Малатья) и Каркамиш (Кархемиш), хотя в более широком смысле термин «сиро-хеттские царства» ныне применяется по отношению ко всем государствам, возникшим в центральной Анатолии в результате коллапса Хеттского царства — в том числе таким, как Табал и Куэ — а также к царствам северной и прибрежной Сирии.
Царство Урарту существовало на территории исторической Армении в период между 860 г. до н. э. и до 585 г. до н. э. Оно располагалось на горном плато между Малой Азией, Месопотамией и Кавказом, известном как Армянское нагорье, а его центр находился у озера Ван (ныне — восточная Турция). Название «Урарту» родственно ветхозаветному термину Арарат.
Термин Нововавилонская империя относится к Вавилонии под властью 11-й Халдейской династии, начиная с восстания Набопаласара в 623 г. до н. э. и вплоть до вторжения Кира Великого в 539 г. до н. э. (впрочем, последний царь Вавилонии Набонид был выходцем из ассирийского города Харран, а вовсе не халдеем). Самым заметным событием истории данного царства было правление Навуходоносора II.
На протяжении нескольких веков, когда Ассирия господствовала в регионе, Вавилония пользовалась влиятельным статусом и бунтовала при любых признаках потери этого статуса. Несмотря на это, ассирийцам всегда удавалось восстановить лояльность вавилонцев, либо путём увеличения привилегий, либо военным способом. Ситуация окончательно изменилась в 627 г. до н. э. со смертью последнего сильного ассирийского царя Ашшурбанипала, и несколько лет спустя вавилонцы во главе с Набопаласаром восстали против халдейской династии. В союзе с мидийцами и скифами они разграбили ассирийскую столицу Ниневию в 612 г., и Харран в 608 г. до н. э., после чего столица империи вновь переместилась в Вавилон.
Ахеменидская империя была первым из персидских государств, которому удалось установить контроль над значительной частью нынешней территории распространения персидского языка («большого Ирана»), и в целом вторым великим ираноязычным государством (после Мидийской империи). На пике своего развития, охватывая территорию около 7,5 млн кв. км, Ахеменидская империя была крупнейшей по территории империей классической античности, занимая земли трёх континентов, включая земли таких современных государств, как Армения, Афганистан, частично Пакистан, Средняя Азия, Малая Азия, Фракия, многие регионы на побережье Чёрного моря, Ирак, север Аравийского полуострова, Иордания, Израиль, Ливан, Сирия, а также все крупнейшие города Древнего Египта и Ливии. Во время греко-персидских войн Ахемениды враждовали с греческими полисами, и в то же время они положительно отмечены в Библии как освободители евреев от вавилонского плена и распространители арамейского языка как официального языка империи.